# Luc Declercq
Pour les articles homonymes, voir Declercq.
Luc Declercq (né le 4 février 1911 à Braine-le-Comte, Belgique — mort le 8 décembre 1997 à Soignies) est un poète belge d'expression française.

## Biographie
Luc Declercq passa les 27 premières années de sa vie dans sa ville natale de Braine-le-Comte. C'est là que, dès l'adolescence, il se mit à l'écriture de poèmes intimistes et de contes en langue française et, surtout, en dialecte local. Menant de front une carrière de fonctionnaire et des travaux de recherche dans le domaine philologique, plus particulièrement dans l'étude et l'histoire du wallon du Centre (le wallo-picard), cet amoureux de la langue wallonne a également écrit des pièces de théâtre qu'il a mises en scène au niveau régional avec sa troupe « Les Compagnons de la Joie ». Son œuvre poétique a été primée à deux reprises : Prix de l'expansion artistique et littéraire de Liège (« Dèvîse al basse vwa ») et Prix de littérature dialectale du Hainaut (« Les kmins aminés »). Luc Declercq est mort le 8 décembre 1997 à Soignies, où il vécut près de 40 ans.

## Poèmes
Dans un poème dédié à sa ville natale, Luc Declercq exprime toute sa tendresse pour celle-ci :
Salut Braine !
Salut ! payis des mîs qu'a dodiné m-n'infance
yè wétî s'indaler l'yèrnu pas dèm clér tamps.
Salut ! clokî rchènant l'roc des vièyès cwayances
candlé d'piére èstokî din l'vile tout au mitan.
Salut ! rue d'Mons, Faubourg, ruwèle à kîs, Basséye,
Scaubecq, Espène, Oûssiére, Coraimont, Richercha,
Salut ! pièrdus amias iusquè dji swîs m'pinséye
qu'èle rastèle in djouglant des souvnis pa monchas.
Ô bon payis rinli pou fé skipi l'Brainète,
dj'intinds tocter l'Bajole su vos toûts acwagntés ;
yè les ancyins tayons èrviène-tè co putète
quand l'nûtt kèye, avû l'Bèle raguider vo biaté.
Pace-què mes moûrts à mi sont biercîs din vo tère,
dji vo vwas pu voltî què les indwas d'ayeû…
èt dji prinds din mes mains vo visâdje dè lumiére
pou mète su vos deux îs in bètchot d'amoureû.

Dans le poème suivant, l'auteur demande à son ami, lorsque celui-ci ira se recueillir sur sa tombe, de lui parler tout bas du bon vieux temps, mais, pour lui faire plaisir, de s'exprimer « dins nos patwas » — dans notre patois. Ce poème, plein de nostalgie et d'émotion, témoigne de l'amour que portait Luc Declercq à ses racines, à son passé, à sa « langue » wallonne.
A m'dernî cama (A mon dernier ami)
Quand dji sèrai stindant lauvau t-al cémintiére
vènez tèkfwas mérseû vos assîr dèlé mi ;
yè quand vos ârez fét l'mûznâdje dè vo priyére
vos m'dèvisrez tout bas... dji n'sèrai qu'insclimi.
Dj'ascoutrai vos nouvèles, les monvéses yè les bones.
Mins dj'ârai co puskî les souvnis dou vièy tamps ;
yè dji m'léyerai bièrcer au scoû d'ène vwas walone
qu'èle mè rapéje si bî avû ses mots cantants.
El solèy des djoûs outes, èl rire dè nos infances,
l'amour qu'a vnu nawére s'acwati dins nos cœur,
nos imbalmints ètou, nos carculs, nos doustances,
in lzès rpètant i chène qu'on rtît l'vîye qu'èle s'inkeurt.
Mins, tout l'mèyeû nanvé c'est quand vo fèrnazéye
ranch'nant tavau l'invwé d-ira rsakî tèkwas
in powinme roubliyî yu c'què m-nanme est dmoréye...
Adon, pou m'fé plési, disèz-le dins no patwas.